# Warszawa Centralna
Warszawa Centralna (Varsó központi pályaudvar) egy lengyelországi vasútállomás, Varsó központjában. A vasúti sínek a föld alatt találhatóak. Az állomás többnyire a távolsági vonatokat szolgálja ki, a helyi vonatok a közeli Warszawa Śródmieście állomást használják.

## Vasútvonalak
Az állomást az alábbi vasútvonalak érintik:
- Varsó–Terespol-vasútvonal

## Galéria

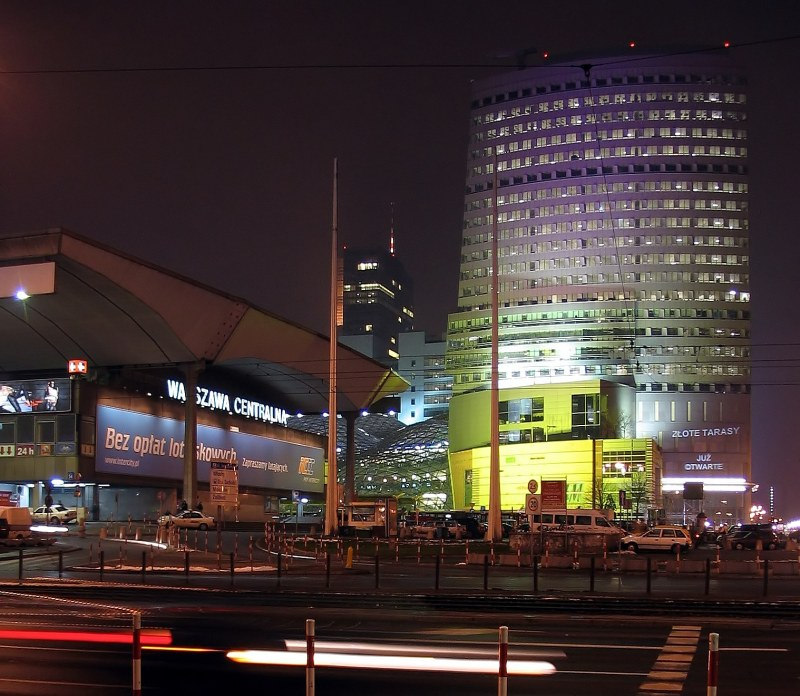
Warszawa Centralna és a Złote Tarasy
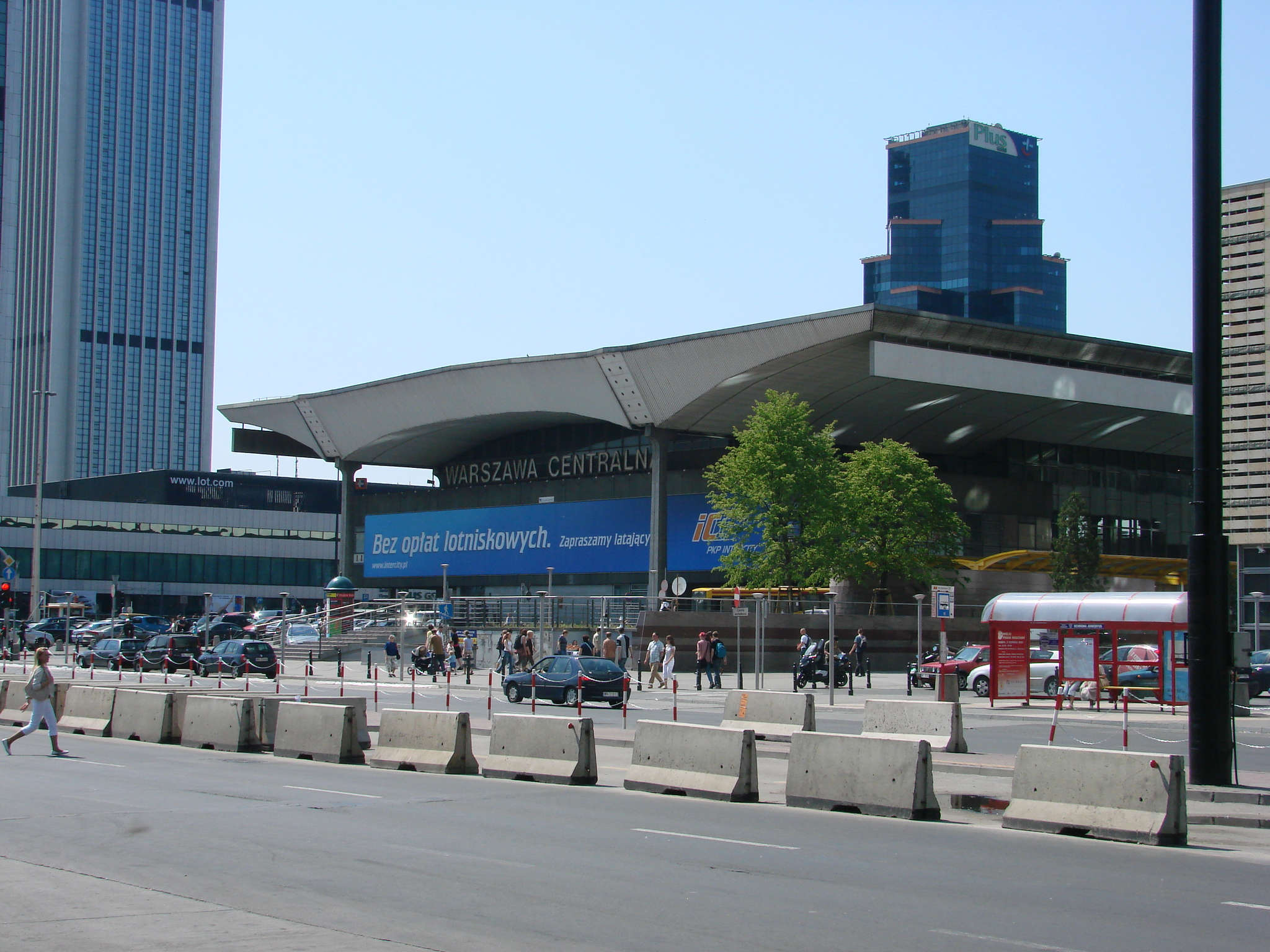
Emilii Plater utca
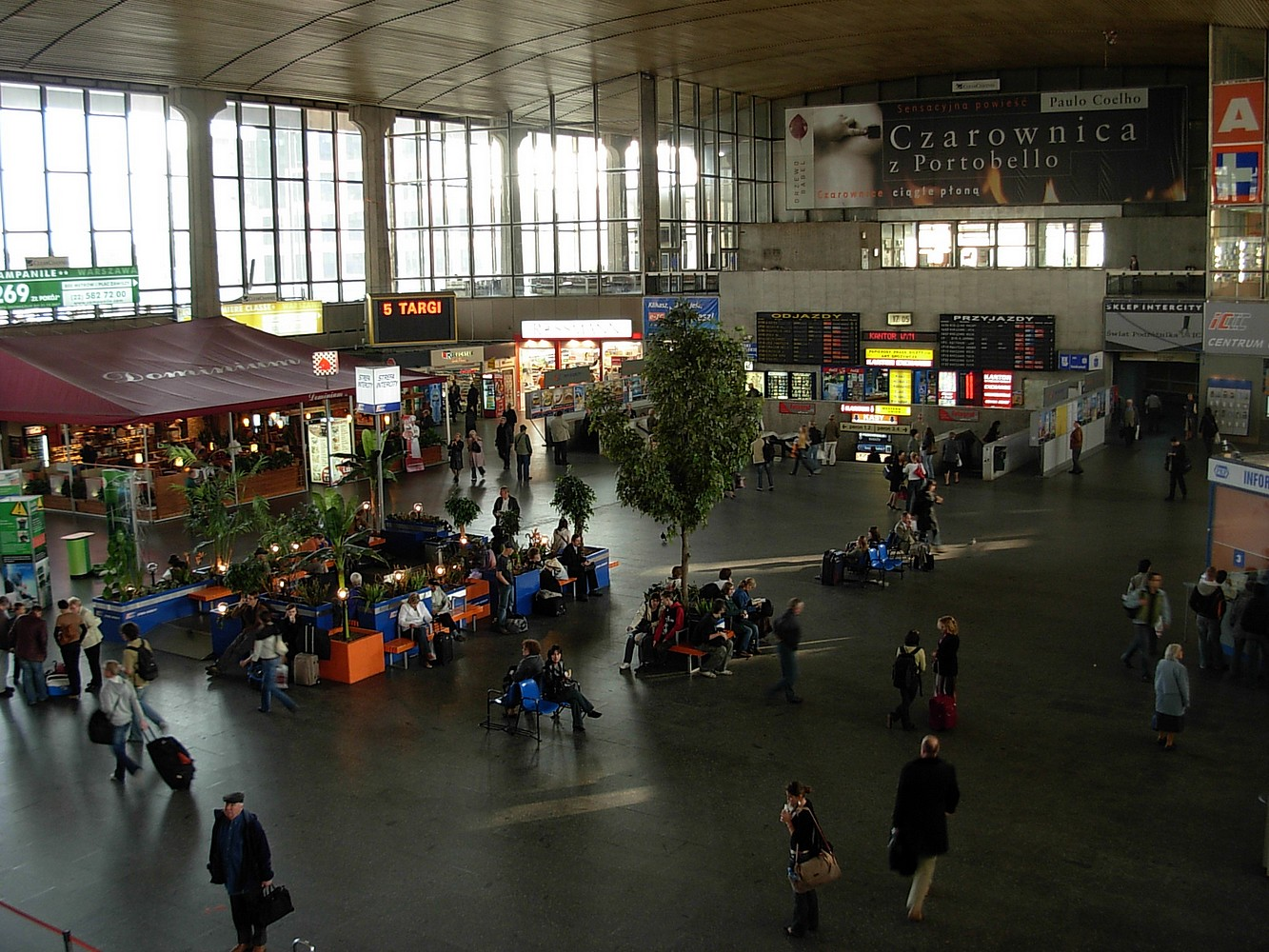
Warszawa Centralna
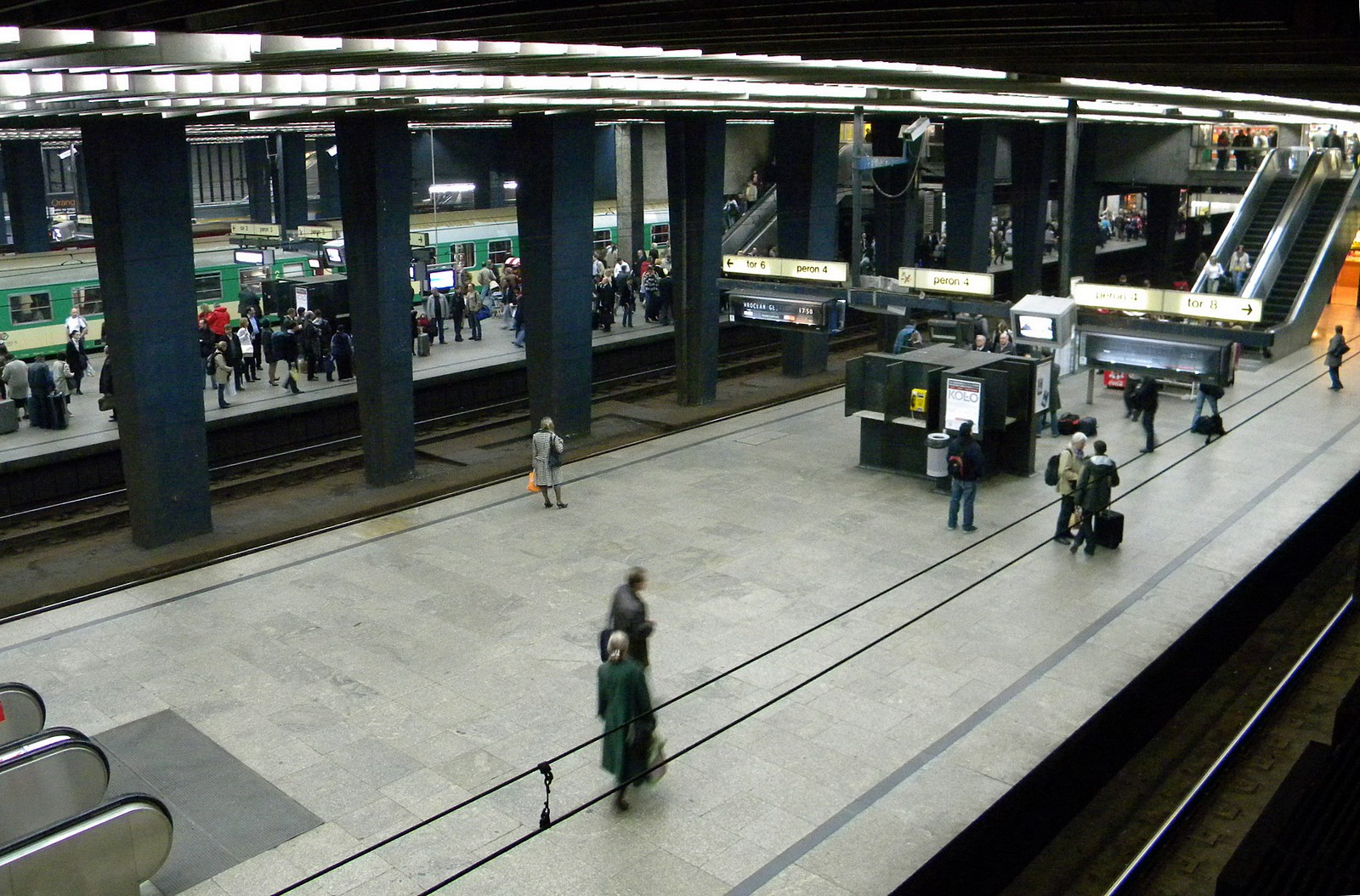
Földalatti peron
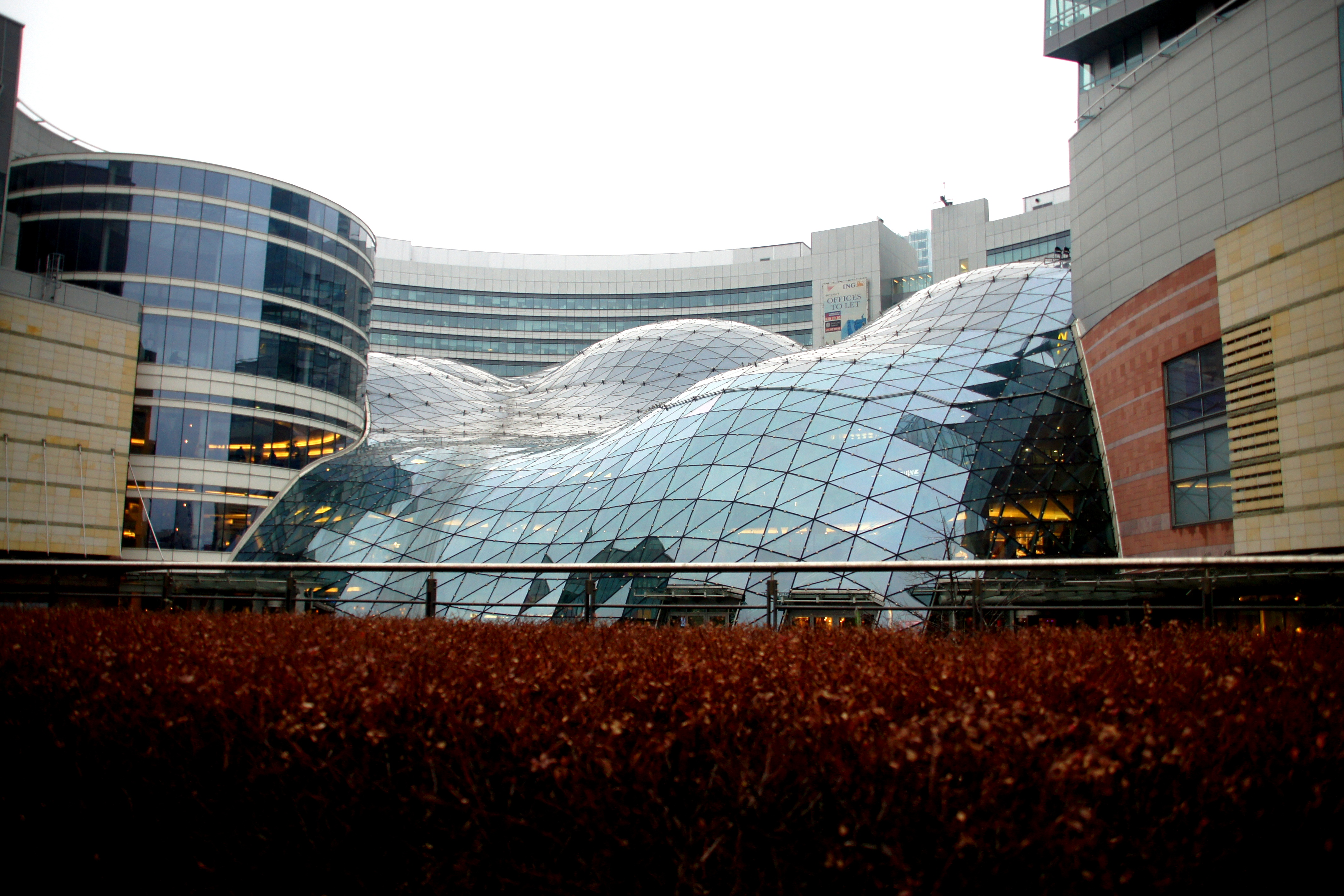
Kereskedelmi, irodai és szórakoztató komplexum (Złote Tarasy)